# Třída Atlanta (1884)
Třída Atlanta byla třída chráněných křižníků námořnictva Spojených států amerických. Třídu tvořily dvě jednotky, pojmenované Atlanta a Boston. Ve službě byly v letech 1886–1918.

## Stavba
Celkem byly postaveny dvě jednotky této třídy, zařazené do služby v letech 1886–1887. Postavila je loděnice John Roach & Sons v Chesteru.
Jednotky třídy Atlanta:
| Jméno       | Loděnice          | Založení kýlu | Spuštěna         | Vstup do služby   | Poznámka |
| ----------- | ----------------- | ------------- | ---------------- | ----------------- | --- |
| USS Atlanta | John Roach & Sons | 1883          | 9. října 1884    | 19. července 1886 | Od roku 1905 plovoucí kasárna, vyřazen 1912. |
| USS Boston  | John Roach & Sons | 1883          | 4. prosince 1884 | 2. května 1887    | Roku 1898 bojoval v bitvě v Manilské zátoce. V letech 1911–1916 cvičná loď milice, v letech 1918–1946 plovoucí kasárna. Roku 1940 přejmenován na Despatch (IX-2). Roku 1946 potopen poblíž San Franciska. |

## Konstrukce

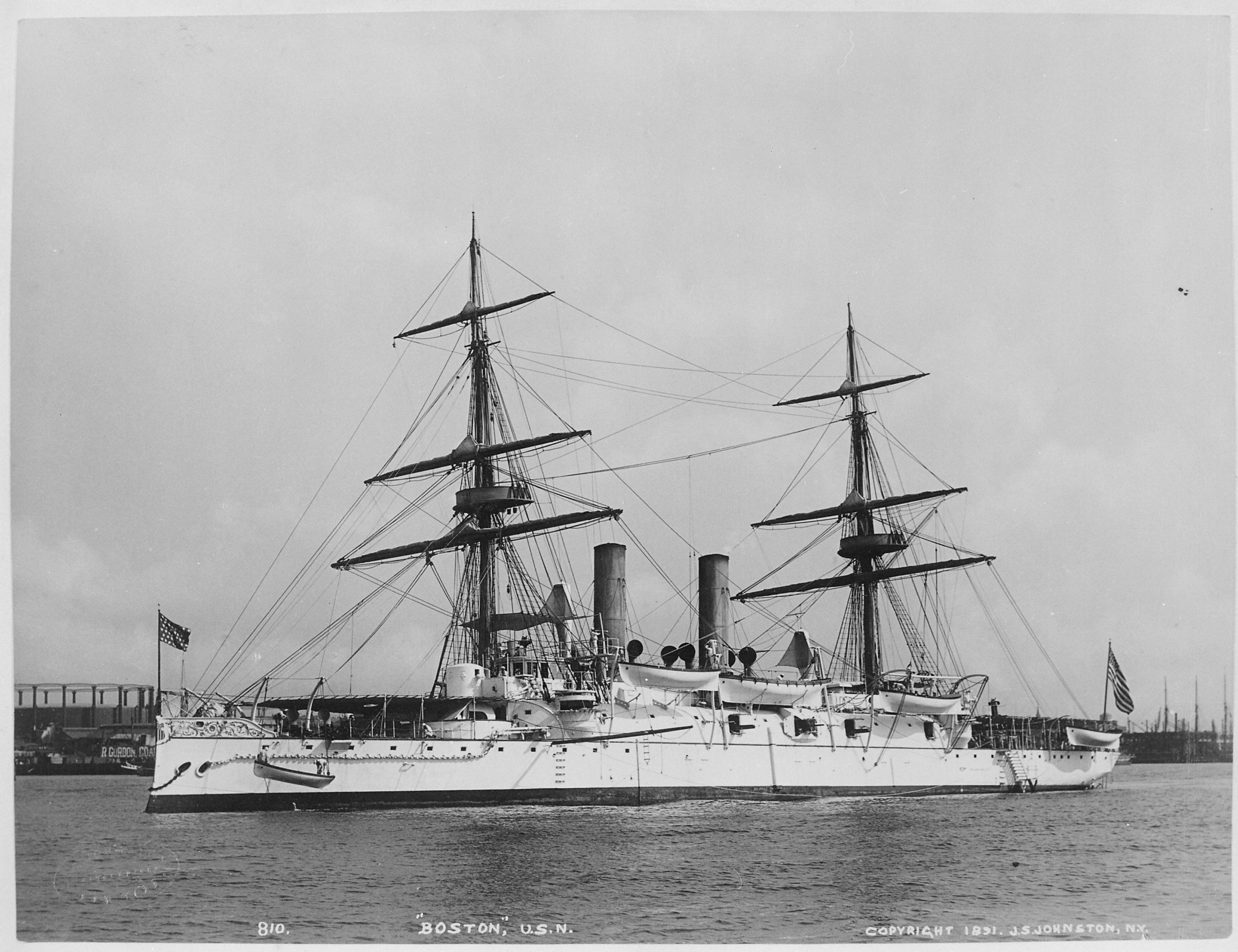
USS Boston

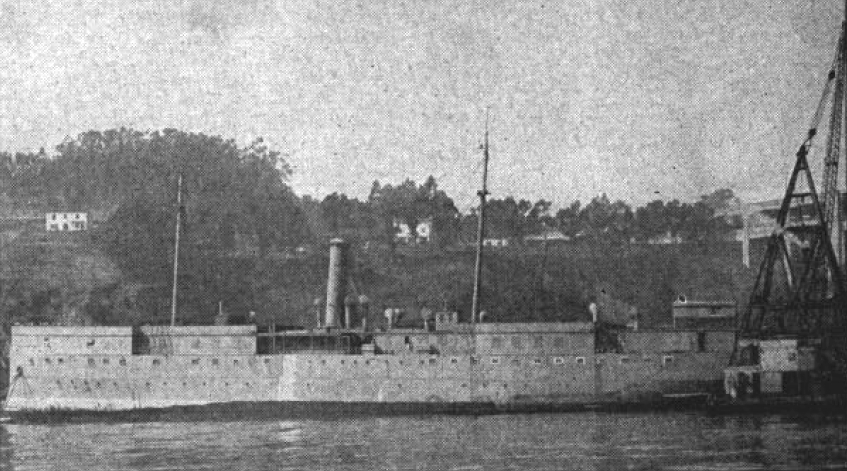
USS Despatch (IX-2) v roce 1946

Hlavní výzbroj třídy tvořily dva 203mm kanóny, šest 152mm kanónů, dva 57mm kanóny, dva 47mm kanóny a dva 37mm kanóny. Pohonný systém tvořilo osm kotlů a parní stroj o výkonu 3500 hp, pohánějící jeden lodní šroub. Nejvyšší rychlost dosahovala 13 uzlů.